# Roger de Clare, II conde de Hertford
Roger de Clare, II conde de Hertford, V señor de Clare, V señor de Tonbridge, V señor de Cardigan (1116–1173) fue un poderoso noble anglonormando que vivió en la Inglaterra del siglo XII. Sucedió al condado de Hertford y Honor de Clare, Tonbridge y Cardigan cuando su hermano Gilbert murió sin descendencia.

## Vida
Roger era hijo de Richard Fitz Gilbert de Clare y Alice de Gernon. En 1153, aparece con su primo, Richard Strongbow, Conde de Pembroke, como uno de los firmantes del Tratado de Wallingford, por el que Esteban reconocía a Enrique de Anjou como su sucesor. 
Roger aparece firmando documentos en Canterbury y Dover en 1156. Al año siguiente, según Powell, Enrique II le concedió cuantas tierras pudiera conquistar en el sur de Gales. Esta es probablemente sólo una extensión de la declaración de las crónicas galesas de que en este año (aproximadamente el 1 de junio) entró en Cardigan  y  acumuló los castillos de Humfrey, Aberdyfi, Dineir, y Rhystud. Rhys ap Gruffydd, príncipe de Deheubarth, parece haberse quejado a Enrique II por estas acciones; pero siendo incapaz de obtener reparación alguna del rey de Inglaterra envió a su sobrino Einion ab Anarawd para atacar Humfrey y otras fortalezas Normandas. Los 'Annales Cambriæ parecen situar estos acontecimientos en 1159 ; y el 'Brut' añade que el Prince Rhys quemó todos los castillos franceses de Cardigan.
En 1158 o 1160, Roger acudió en auxilio de la guarnición de Carmarthen Castle, entonces asediada por Rhys, y asentó su campamento en Dinweilir. No osando atacar al príncipe galés, los ingleses ofrecieron paz y se retiraron. En 1163, Rhys invadió nuevamente el territorio de Clare, que, según se supo posteriormente, había hecho asesinar a Einion, el conquistador de Humfrey Castle,. En 1164 asistió con las Constituciones de Clarendon. Por su generosidad con la iglesia y sus numerosos actos de caridad, Roger era llamado el "buen Conde de Hertford". Fundó Little Marcis Nunnery antes de 1163.
En otra ocasión posterior, Cardigan fue arrebatada a los normandos; y las cosas se pusieron tan feas que el propio Enrique II encabezó un ejército a Gales en 1165, pese a que algún relato indica que Rhys había firmado la paz con el rey inglés en 1164, e incluso le había visitado en Inglaterra. Las causas aducidas en la crónica galesa para este estallido fue el incumplimiento de sus promesas por parte de Enrique — presumiblemente de restitución — y que Roger, conde de Clare, había recibido con honores a Walter, el asesino de Einion, sobrino de Rhys. Por tercera vez Cardigan fue invadida y los castillos normandos incendiados; pero es posible que los eventos mencionados por los  'Annales Cambriae' en 1165 sean los mismos de los que informa el 'Brut y Tywysogion' en 1163.
En los años intermedios, Roger había estado en el extranjero y aparece firmando documentos en  Le Mans, probablemente en la Navidad de 1160, y otra vez en Rouen en 1161. En julio de 1163 fue convocado por Thomas Becket para presentar homenaje en su cargo de senescal a los arzobispos de Canterbury para el castillo de Tunbridge. En su negativa, basada en que guardaba el castillo del rey y no del arzobispo, fue apoyado por Enrique II. Al año siguiente fue uno de los "recognisers" de las Constituciones de Clarendon. A comienzos de 1170  fue nombrado comisario para Kent, Surrey, y otras zonas del sur de Inglaterra. Su última firma conocid parece haber tenido lugar en junio o julio 1171, y está datada en el extranjero en Chevaillée. Parece haber muerto en 1173, y ciertamente antes de julio o agosto de 1174, cuando encontramos a Richard, conde de Clare, su hijo, visitando al rey en Northampton.

## Familiar
Roger se casó con Maud de St. Hilary. Tuvieron siete hijos:
- Mabel de Clare, d. 1204, m. (c. 1175),  Nigel de Mowbray.
- Richard de Clare, b. c. 1153, Tonbridge Castle, Kent, Inglaterra, d. 28 de noviembre de 1217, conde de Hertford
- James de Clare
- Eveline (Aveline) de Clare, d. 4 de junio de 1225, m. [1] (c. 1204), Geoffrey IV Fitz Piers (Fitz Peter), Conde de Essex. m. [2] Sir William Munchensy, (b. c. 1184), hijo de Warin de Munchensy y Agnes Fitz Payn, una hija de Pain fitzJohn.[8]
- Roger de Clare, d. 1241, Middleton, Norfolk, Inglaterra, m. Alix de Dammartin-en-Goële.
- John de Clare
- Henry de Clare